# Maison au 2, place de l'Ancien-Hôpital à Ribeauvillé
La maison au 2, place de l'Ancien-Hôpital est un monument historique situé à Ribeauvillé, dans le département français du Haut-Rhin.

## Localisation
Ce bâtiment est situé au 2, place de l'Ancien-Hôpital à Ribeauvillé.

## Historique
L'édifice fait l'objet d'une inscription au titre des monuments historiques depuis 1932.

## Architecture

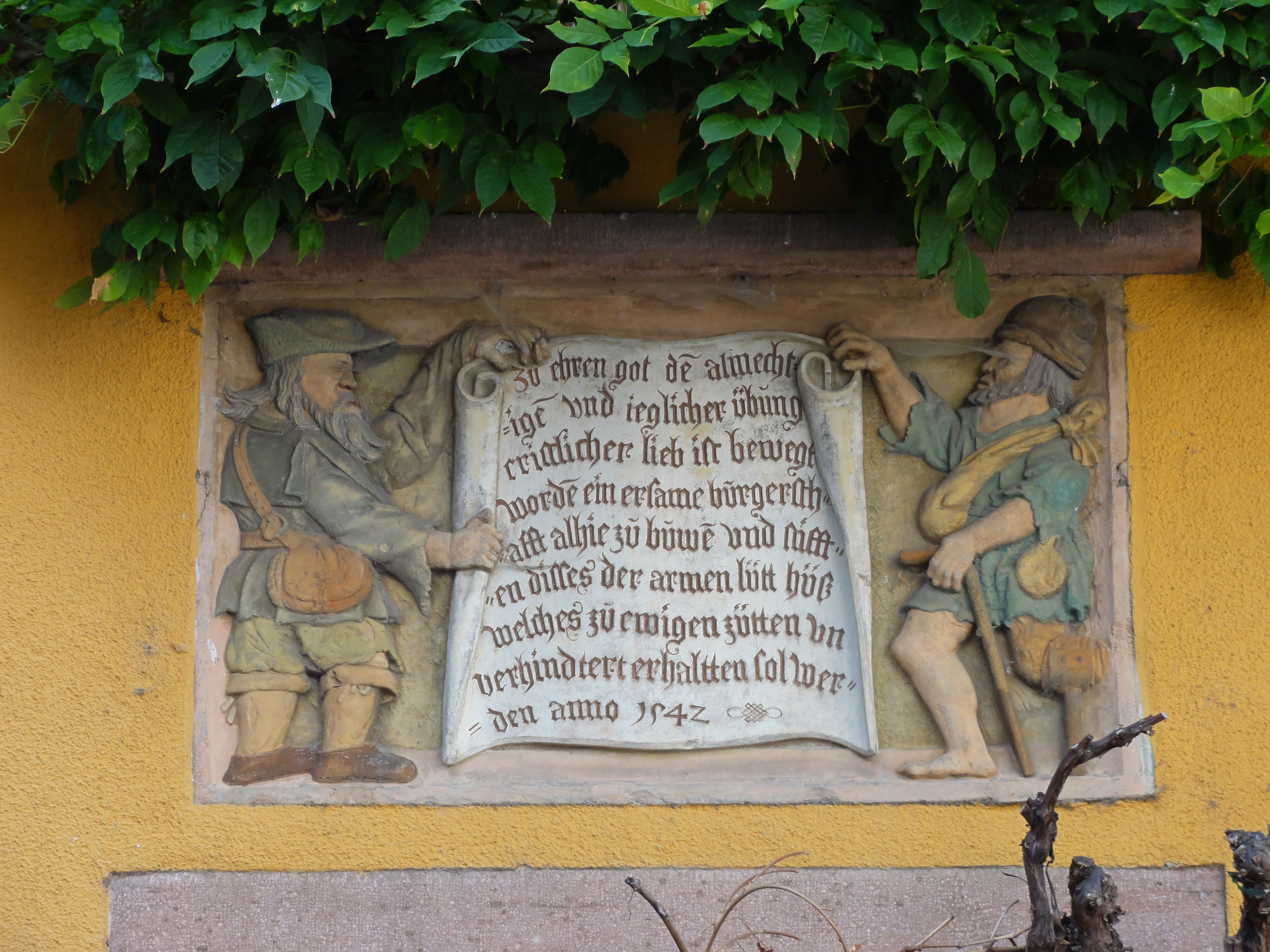
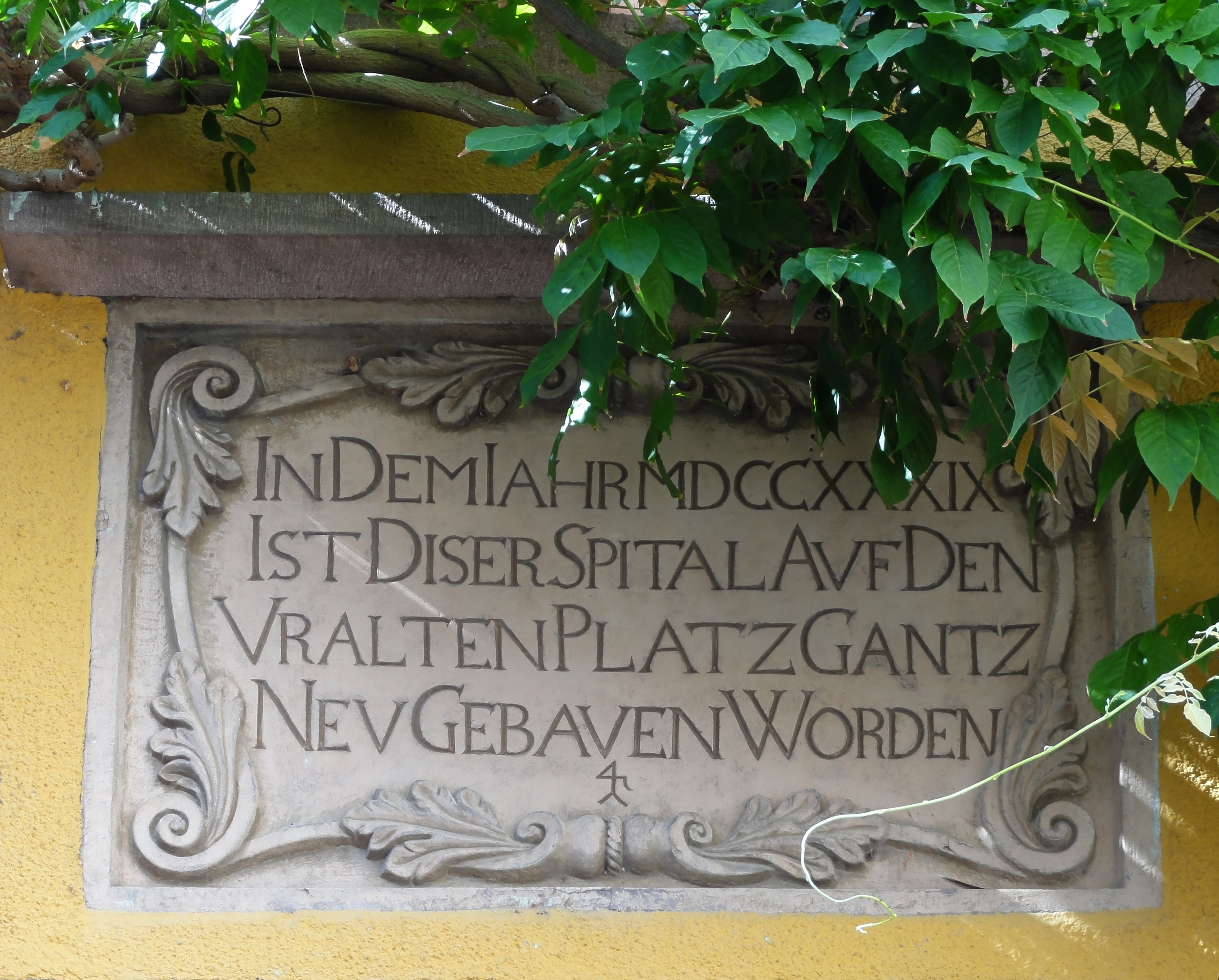